# 2 Gwardyjski Korpus Zmechanizowany
2 Gwardyjski Korpus Zmechanizowany (ros. 2-й гвардейский механизированный корпус) – związek operacyjno-taktyczny Armii Czerwonej z okresu II wojny światowej.
2 Gwardyjski Korpus Zmechanizowany utworzony został rozkazem z 24 października 1942 w oparciu o 22 Gwardyjską Dywizję Strzelecką.
W grudniu został skierowany na front pod Stalingrad, i włączony w skład 2 Gwardyjskiej Armii. Uczestniczył w odpieraniu ataku wojsk pancernych Manstaina, usiłujących odblokować wojska niemieckie i satelickie otoczone w rejonie Stalingradu. następnie jego szlak bojowy prowadził przez Rostów nad Donem, Mikołajów i Budapeszt, a zakończył pod czeską Pragą.

## Dowództwo korpusu
Dowódcy:
- gen. por. Karp Swiridow (15.10.1942 - 00.06.1945)[1].

Szefowie sztabu:
- płk Michaił Kriesławski (październik 1942 - marzec 1944),
- płk Iwan Mazur (marzec 1944 - sierpień 1944),
- Anatolij Lamcew (sierpień 1944 - maj 1945),
- płk Michaił Szapowałow (maj 1945 - sierpień 1945)[1].

## Struktura organizacyjna
- 4 Gwardyjska Brygada Zmechanizowana,
- 5 Gwardyjska Brygada Zmechanizowana,
- 6 Gwardyjska Brygada Zmechanizowana[1].